# Roberto Donoso-Barros
Roberto Donoso-Barros (Santiago do Chile, 5 de outubro de 1922 - 2 de agosto de 1975) foi um herpetólogo chileno.

## Vida
Obteve o título de doutor em medicina em 1947 pela Universidade do Chile. Em 1954 tornou-se professor de biologia na mesma universidade e, a partir de 1965, na Universidade de Concepción. Donoso-Barros interessou-se pelos anfíbios e répteis da América do Sul. Teve bastante influência no estudo da história natural do seu país.

## Fonte
- Kraig Adler (1989). Contributions to the History of Herpetology,  Society for the study of amphibians and reptiles: 202 p. (ISBN 0-916984-19-2)